# 伯茨-奧申維尤 (加利福尼亞州)
伯茨-奧申維尤（英語：Bertsch-Oceanview）是位於美國加利福尼亞州德爾諾特縣的一個人口普查指定地區。

## 地理
伯茨-奧申維尤的座標為41°45′09″N 124°09′32″W / 41.75250°N 124.15889°W，而該地最高點為海拔高度6米（即20英尺）。

## 人口
根據2010年美國人口普查的數據，伯茨-奧申維尤的面積為14.44平方千米，當中陸地面積為13.73平方千米，而水域面積為0.71平方千米。當地共有人口2436人，而人口密度為每平方千米168人。